# Action populaire (Pérou)
Pour les articles homonymes, voir Action populaire.
Action populaire (espagnol: Acción Popular) est un parti politique péruvien fondé le 1er juin 1956 dans la province de Chincheros (département de Cuzco), par Fernando Belaúnde Terry.
Le parti a eu pour base le Frente de Juventudes Democráticas (Front des jeunes démocrates), avec lequel Fernando Belaúnde s’était présenté aux élections de 1956 et avait perdu face à Manuel Prado Ugarteche.

## Histoire

### Acción Popular dans les années 1960
Pendant les années suivantes, Action populaire devient un mouvement populaire. À la fin des années 1950 et au début des années 1960, AP occupait l’espace de la gauche démocratique avec les mouvements MSP (Mouvement social progressiste) et DC (Démocratie chrétienne). Son positionnement n’était pas très éloigné de celui de l’Alliance populaire révolutionnaire américaine, mais le parti cherchait plus le consensus que la confrontation ce qui lui assurait une base électorale plus large que celle de son rival de gauche.
Aux élections de 1962, Belaúnde fut deuxième, à seulement 14 000 voix de Víctor Raúl Haya de la Torre, le candidat de l’Alliance populaire révolutionnaire américaine et du Mouvement Démocratique Pradiste. Les Forces armées prétextèrent la fraude électorale pour renverser le président Prado quelques jours avant le terme de son mandat et convoquer de nouvelles élections pour l’année suivante. C’est ainsi en 1963 que Belaúnde, allié avec la Démocratie Chrétienne et d’autres mouvements de la gauche, l’emporta sur le leader de l’Alliance populaire révolutionnaire américaine.
Mais il ne disposait pas de la majorité aux deux chambres du pouvoir législatif. L’Alliance populaire révolutionnaire américaine, réunie avec l’Union nationale odriiste (UNO) de l’ancien président Manuel A. Odría, parvinrent à former une coalition. En réponse à cela, Action populaire conclut une alliance avec le Parti populaire chrétien, conduit par Luis Bedoya Reyes.
Rapidement, les tentatives de réforme gouvernementales furent freinées par une opposition constante de la Coalition Alliance populaire révolutionnaire américaine-UNO. Au sein du parti du gouvernement firent sécession en 1967 pour former Action populaire socialiste, dirigée par Edgardo Seoane.
En 1968, l’Alliance populaire révolutionnaire américaine décide de rompre son alliance avec l’UNO, exigeant en contrepartie que l’on applique son plan d’expropriation des champs pétroliers de la région de La Brea y Pariñas contrôlés par International Petroleum Company, une filiale de la compagnie pétrolière Standard Oil of New Jersey.
Le scandale causé par la disparition de l’une des pages originales du document entre l’état et la compagnie pétrolière, créa un grand malaise dans le monde politique. L’Armée péruvienne décida de fomenter un putsch contre le gouvernement de Belaúnde. Le Premier ministre Ulloa et le président Belaúnde furent renversés le 3 octobre 1968. Belaúnde partit en exil en Argentine.

### Action populaire et le gouvernement des Forces armées (1968-1980)
Le président, le général de division Juan Velasco Alvarado entama un processus révolutionnaire et militariste qui durera jusqu’en 1975, avant d’être renversé par le général de division Francisco Morales Bermúdez Cerruti. Pendant toute cette période, Action populaire ne collabora pas avec ce gouvernement de facto et sans légitimité constitutionnelle. Ne pouvant plus maîtriser le pays, Moralez Bermúdez se vit dans l’obligation de convoquer une Assemblée constituante en 1978, présidée par Víctor Raúl Haya de la Torre.

### Action populaire dans les années 1980
En 1980, eurent lieu des élections générales, auxquelles Fernando Belaúnde, de retour d’exil, se présenta. Il obtint près de 45 % des voix.
Pendant la période de 1980-1985, le gouvernement de Belaúnde fit face à divers problèmes graves : des inondations catastrophiques dans le nord du pays, la crise de la dette extérieure contractée pendant le régime militaire, la baisse du prix des exportations, le poids immense de l’appareil de l’État et le début de la lutte armée engagée par le groupe maoïste Sentier lumineux.
Dans ce contexte, le parti et son candidat à la présidence Javier Alva Orlandini furent laminés aux élections générales de 1985, avec seulement 6,4 % des voix. Alan García Pérez, secrétaire général du Parti apriste péruvien, fut élu président de la République.
Il s’est avéré au cours de cette décennie que le parti était plus la machine électorale de Belaúnde qu’une organisation institutionnalisée. D’autre part, depuis les années 1960, avec la démocratisation du Pérou, il était passé dans le spectre politique du réformisme de gauche au centre-droit.

### Action populaire dans les années 1990
En 1990, Action populaire participa aux élections au sein de la coalition de centre-droit Frente Democrático (FREDEMO), avec le PPC et le Movimiento Libertad. Ce front était conduit par le romancier Mario Vargas Llosa.
Les élections se soldèrent par la victoire surprise de l’indépendant Alberto Fujimori. Après deux années de pouvoir et de confrontation avec les parlementaires Fujimori provoqua la dissolution du Congrès de la République le 5 avril 1992.
Action populaire, l’Alliance populaire révolutionnaire américaine, la gauche et d’autres partis politiques décidèrent de ne pas participer aux élections pour le Congrès constituant démocratique, se prononcèrent pour le non au référendum de 1993 pour la Constitution de 1993.
Pendant la décennie, Action populaire aura vu peu à peu diminuer son influence politique dans le pays, n’obtenant au Congrès en 2000, que trois représentants, dont l’un était secrétaire général du Parti, Valentín Paniagua.
L’opposition à Fujimori était majoritaire au Congrès en juillet, mais de nombreux congressistes des différents partis changèrent de camp pour aller dans celui du président. Le 16 septembre 2000, Fernando Olivera Vega, congressiste de l’opposition, montra une vidéo où l’on voyait Vladimiro Montesinos, bras droit de Fujimori, subornant un congressiste pour qu’il passe du côté du gouvernement.
Le gouvernement d’Alberto Fujimori tomba en novembre 2000. À la suite de deux votes très disputés, l’opposition récupéra la majorité au Congrès, et élut Valentín Paniagua Corazao à la présidence du corps législatif.
Alberto Fujimori décide de démissionner depuis le Japon.

### Administration Paniagua (2000-2001)
Après la démission de Fujimori et de ses vice-présidents, Valentín Paniagua, en tant que président du Congrès, devint président de la République.
Paniagua mena la transition, nomma Javier Pérez de Cuéllar Premier ministre et Ministre des Relations Extérieures. Les élections générales furent convoquées en 2001 et remportées par Alejandro Toledo Manrique. Le parti n’obtint que 3 sièges au congrès sur 120 avec 4,2 % des voix.
Aux élections de 2006, le parti s’est allié avec Somos Perú et Coordinadora Nacional de Independientes pour former la coalition Frente de Centro (Front du Centre) avec à sa tête Paniagua.

### Présidence éphémère de Manuel Merino (2020)
Le parti contribue à la destitution pour corruption du président Martín Vizcarra en 2020. Manuel Merino, président du Congrès et membre d'Action populaire, devient alors président par intérim. Cette manœuvre est cependant fortement impopulaire, la majorité des députés étant eux-mêmes cités dans des affaires de corruption.

## Personnalités importantes d’Action populaire
Le parti a donné trois présidents de la République au Pérou :
- Fernando Belaúnde Terry - qui gagna démocratiquement les élections présidentielles à deux reprises, ce qui fit d’Acción Popular un parti de gouvernement en 1963-1968 et 1980-1985 ; président du parti de 1956 à 2001.
- Valentín Paniagua Corazao - élu président du Congrès de la République, et fut nommé à ce titre président de la République : 2000-2001 ; président du parti de 2001 à 2004.
- Manuel Merino - élu président du Congrès de la République, et fut nommé à ce titre président de la République en 2020

Autres figures historiques éminentes du parti : Javier Alva Orlandini, Manuel Ulloa Elías, Javier Arias Stella, José María de la Jara y Ureta, Eduardo Orrego Villacorta, Víctor Andrés García Belaúnde, Yonhy Lescano, Maricarmen Alva.

## Résultats électoraux

### Élections législatives
| Année | Voix      | %     | Rang | Sièges   |
| ----- | --------- | ----- | ---- | -------- |
| 2016  | 877 734   | 7,20  | 6e   | 5 / 130  |
| 2020  | 1 518 171 | 10,26 | 1er  | 25 / 130 |
| 2021  | 1 159 734 | 9,02  | 4e   | 16 / 130 |